# Human Nature (Michael-Jackson-Lied)
Human Nature ist ein Song aus dem Jahr 1982, der von Steve Porcaro (Musik) und John Bettis (Text) geschrieben wurde. Er erschien zuerst auf Michael Jacksons Album Thriller; die auf Single ausgekoppelte Version ist 3:45 Minuten lang. Das Album wurde allein in den USA mehr als eine Million Mal verkauft.

## Entstehung
Human Nature wurde am 12. Juli 1983 veröffentlicht.
Der Song wurde von Steve Porcaro, Keyboarder der Band Toto verfasst, der ihn für seine Tochter geschrieben hatte. Porcaro und sein Bandkollege David Paich arbeiteten zu der Zeit gerade mit Produzent Quincy Jones an dem Album Thriller. Jones hatte Paich um einige Songideen gebeten, und Paich gab ihm eine Kassette mit einigen Demos, unter denen sich auch Human Nature befand, das eigentlich gar nicht für Jones gedacht war. Jones übernahm den Song und bat John Bettis, den Text zu verfassen.

## Rezeption
Der Song erhielt viele positive Kritiken. In der New York Times beschrieb ihn John Rockwell als „gespenstische ... Ballade mit einem unwiderstehlichen Refrain“. Die Zeitschrift Rolling Stone schrieb, dass die Ballade nach dem Vorbild des Michael-Jackson-Klassikers She's Out of My Life entstanden sei.

## Besetzung
- Produzent – Quincy Jones
- Solo & Background Vocals – Michael Jackson
- David Paich, Steve Porcaro & Steve Lukather – Arrangement
- David Paich – Synthesizer (Yamaha CS-80)
- Steve Porcaro – Synthesizer & Synthesizer-Programmierung
- Steve Lukather – E-Gitarre
- Jeff Porcaro – Schlagzeug
- Paulinho da Costa – Perkussion
- Michael Boddicker – E-mu Emulator

## Kommerzieller Erfolg

### Chartplatzierungen
| ChartsChartplatzierungen       | Höchstplatzierung | Wochen |
| ------------------------------ | ----------------- | ------ |
| Deutschland (GfK)              | 64 (3 Wo.)        | 3      |
| Schweiz (IFPI)                 | 46 (3 Wo.)        | 3      |
| Vereinigte Staaten (Billboard) | 7 (14 Wo.)        | 14     |
| Vereinigtes Königreich (OCC)   | 62 (2 Wo.)        | 2      |

### Auszeichnungen für Musikverkäufe
| Land/Region                  | Auszeichnungen für Musikverkäufe (Land/Region, Auszeichnung, Verkäufe) | Verkäufe  |
| ---------------------------- | ---------------------------------------------------------------------- | --------- |
| Dänemark (IFPI)              | Gold                                                                   | 45.000    |
| Kanada (MC)                  | Platin                                                                 | 80.000    |
| Mexiko (AMPROFON)            | Gold                                                                   | 30.000    |
| Neuseeland (RMNZ)            | Gold                                                                   | 15.000    |
| Vereinigte Staaten (RIAA)    | Platin                                                                 | 1.000.000 |
| Vereinigtes Königreich (BPI) | Silber                                                                 | 200.000   |
| Insgesamt                    | 1× Silber · 3× Gold · 2× Platin ·                                      | 1.370.000 |

Hauptartikel: Michael Jackson/Auszeichnungen für Musikverkäufe

## Coverversionen
- 1985: Miles Davis
- 1992: SWV (Right Here (Human Nature Remix))
- 1994: Nas (It Ain't Hard to Tell)
- 2000: Tupac Shakur (Thug Nature)
- 2002: Jason Nevins (I'm in Heaven)
- 2003: Youngblood Brass Band
- 2003: Before Four
- 2004: Boyz II Men
- 2006: Ne-Yo feat. LL Cool J (So Sick)
- 2009: Tarrus Riley
- 2010: Vijay Iyer
- 2011: Chris Brown (She Ain’t You)